# Géographie du Turkménistan
Le Turkménistan est un pays d'Asie centrale, entouré par l’Afghanistan au sud-est, l’Ouzbékistan au nord-est, le Kazakhstan au nord-ouest, l’Iran au sud-ouest et la mer Caspienne à l’ouest. Il a une superficie de 488 100 km2.
Situé au nord de la chaîne de montagnes Kopet-Dag qui le sépare de l'Iran, le Turkménistan est un pays composé de plaines et de vallées désertiques à 80 %. La région du Karakoum, au centre, fait partie de la dépression touranienne qui s'étend vers le nord jusqu'au Kazakhstan. Elle est caractérisée par de violentes tempêtes de sable. On y trouve une curiosité géologique, le cratère de Darvaza qui est un puits de gaz naturel en combustion permanente.
On trouve quelques montagnes et dunes au sud. Le point le plus haut est le Gora Ayribaba, à l'est, avec une altitude de 3 139 m. Aucun volcan n’est présent au Turkménistan, celui-ci étant relativement loin des limites de plaques tectoniques.
Deux climats se côtoient sur ce territoire. Dans les régions à proximité de la mer Caspienne, le climat est plutôt humide, tandis qu’à l’intérieur du pays, le climat est sec. En hiver, les températures peuvent atteindre −25 °C et facilement les 40 °C en été.
Le principal fleuve du pays est l'Amou-Daria qui se jette dans la mer d'Aral, un lac en voie d'assèchement, situé dans le nord du pays, partagé avec l'Ouzbékistan. En effet, l’un des problèmes majeurs du Turkménistan est le partage des eaux de cet important fleuve. Né sur les territoires de l’Afghanistan et du Tadjikistan (Pamir), il coule au travers de l’Afghanistan, du Tadjikistan, de l’Ouzbékistan et du Turkménistan, le fleuve constituant une partie de la frontière entre ces deux pays. Ils s’accusent mutuellement de la déperdition de l’eau de l'Amou-Daria.
Il y a deux autres fleuves d'importance, Hari Rud et Murghab, issus du versant nord des montagnes afghanes.
Le Turkménistan possède quelques îles dans la mer Caspienne (principalement l'île Ogourchinskiy) et la grande lagune du Kara-Bogaz-Gol sur le littoral.

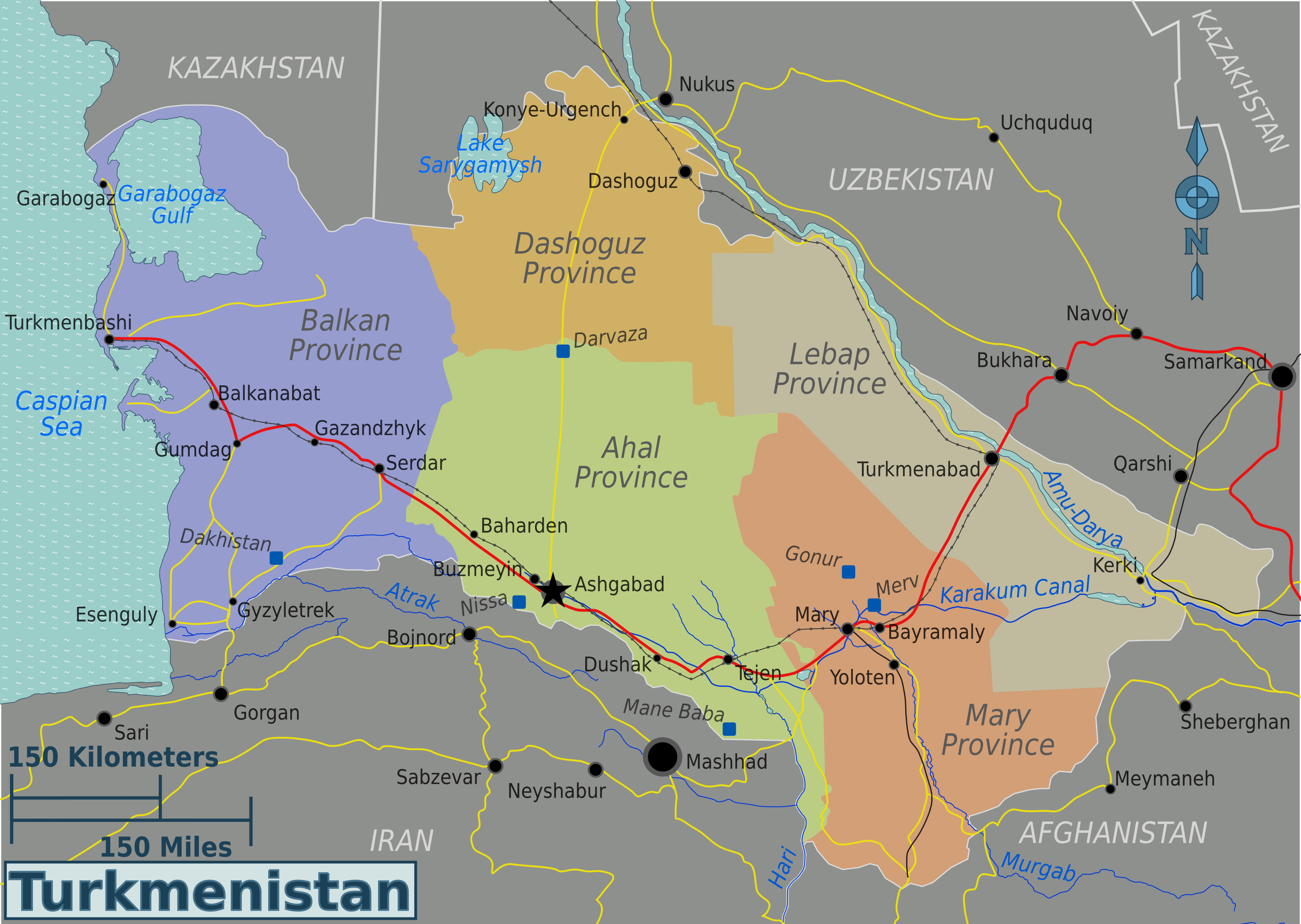
Carte.
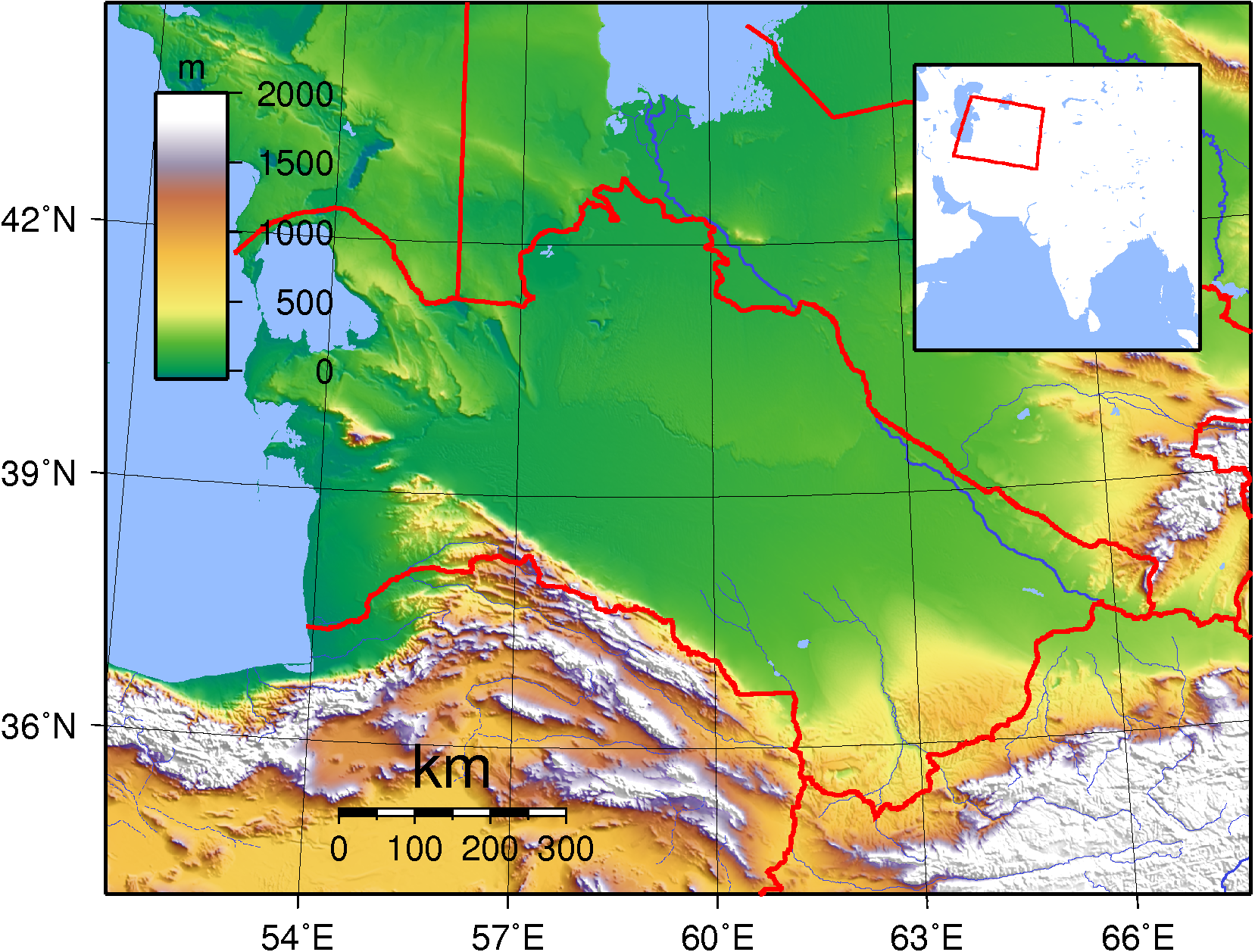
Topographie.
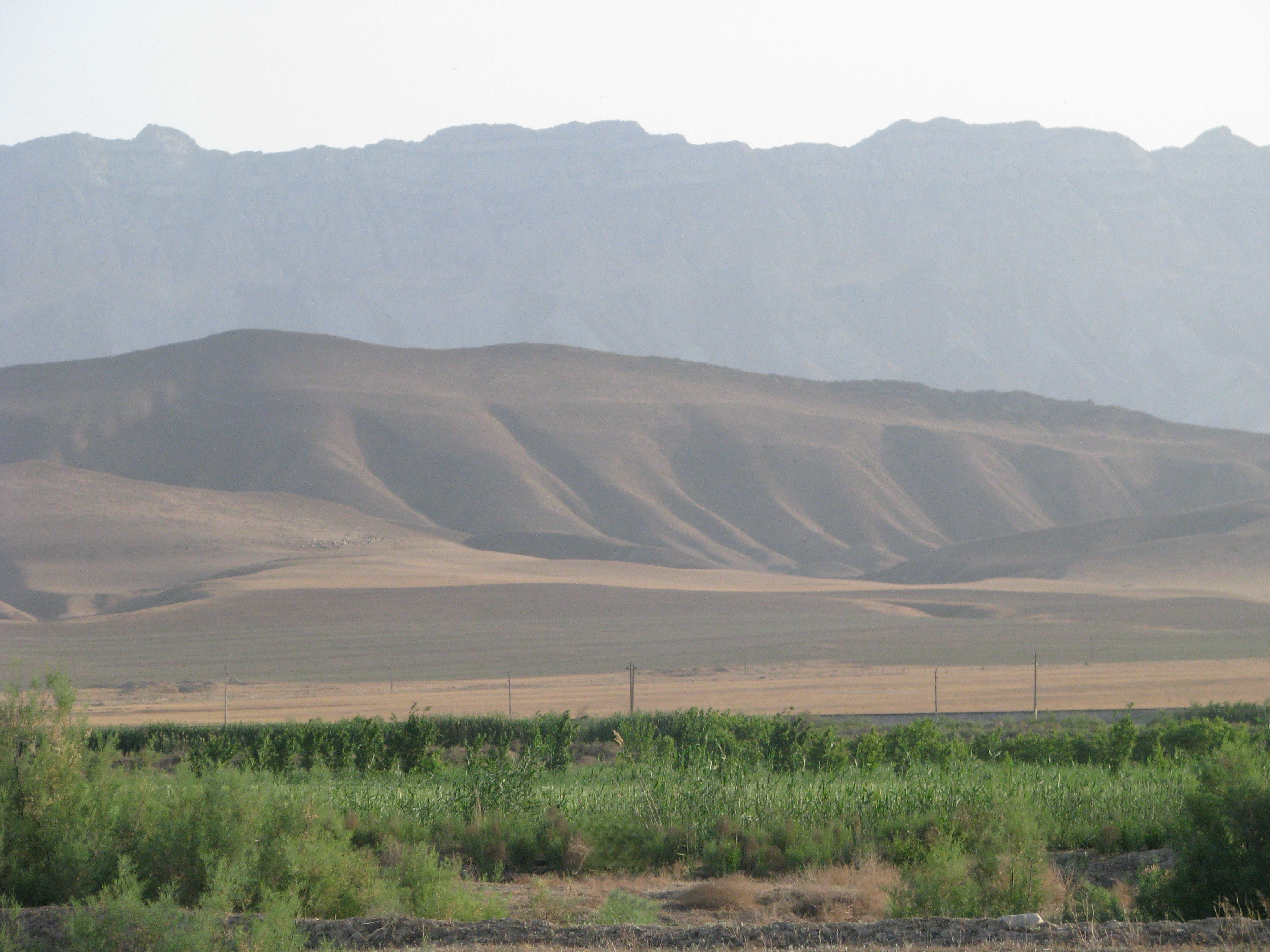
Le Kopet-Dag vu de la plaine d'Ahal.